# Olimpo Cárdenas
Olimpo León Cárdenas Moreira (Vinces; 12 de julio de 1919 - Tuluá; 28 de julio de 1991) fue un cantante y músico ecuatoriano nacionalizado colombiano por ende su carrera se desarrolla especialmente en Colombia, país  dónde en la actualidad se escuchan sus canciones. Fue intérprete de boleros, valses, pasillos, tangos y yaravís, y considerado junto con Julio Jaramillo, uno de los grandes intérpretes del pasillo ecuatoriano.

## Biografía
Nació en Vinces, cantón de la provincia de Los Ríos. Sus padres fueron Manuel Cárdenas y Rosario Moreira, que residían en el sector del entonces recinto Playas de Vinces. A los tres años de edad quedó huérfano de madre, y a los cinco de padre; y fue criado por su madrina, María Orellana vda. de Morejón, quien le inculcó el gusto por la música y le llevó a vivir a la ciudad de Guayaquil. Tuvo medio hermanos, por parte de padre: Silvia y Cornelio y por parte de madre tuvo dos hermanos mayores: Silvia Coello Moreira y Mauro Coello Moreira.
En Guayaquil empezó a cantar a los diez años en programas infantiles, en la emisora La Voz del Litoral. Cuando contaba con 18 años se casó con Vitalia Cobo. A los 20 años de edad se trasladó a Guayaquil donde participó en programas musicales como La Corte Suprema del Arte de CRE (Radiodifusora del Ecuador), ahí tiene su primer hijo Agustín Cárdenas, más tarde a su hija Francia Cárdenas, con la señora Carmen Villavicencio luego donde ganó el derecho de presentarse los domingos en el American Park tras cantar tangos. En esta época dio comienzo a su carrera que lo llevaría a convertirse en un popular vocalista en la década de los 50. En 1945 empezaron sus presentaciones en programas de aficionados de la Corte Suprema del Arte, cantando tangos.
Más tarde, el cantautor Carlos Rubira Infante lo guio y enseñó a cantar pasillos y ritmos ecuatorianos, debido a que Olimpo solo cantaba, tangos y valses argentinos. Luego formaron el dúo Cárdenas-Rubira y grabaron el 23 de junio de 1946, el pasillo «En las lejanías» compuesto por Carlos Rubira Infante y Wenceslao Pareja y Pareja. El tema musical tuvo gran éxito en la carrera de Olimpo y también fue interpretado a dúo con Julio Jaramillo y después por el famoso dúo de Bowen y Villafuerte. El dúo Cárdenas-Rubira fue el primero en grabar un disco realizado completamente en el Ecuador. Ifesa les otorgó Diploma de Honor al mérito musical en reconocimiento.
Incursionó en Colombia en 1948 con el trío Trovadores del Ecuador, pero en esa época se produjo la trágica muerte de Jorge Eliécer Gaitán, que convulsionó gran parte de ese país y generó mucha violencia, por lo que Olimpo decidió retornar al Ecuador. 
En 1954, viajó a Cali, Colombia donde se incorporó el Trío Emperador que estaba integrado por Pepe Jaramillo —hermano de Julio Jaramillo— y Plutarco Uquillas, y que en ese momento se encontraban de gira musical en el sur de Colombia, específicamente en Cali donde se presentaron en programas radiales. 
En esta ocasión, Olimpo viajó también con su hijo Freddy de tres años de edad, quien fue su acompañante desde muy pequeño. Luego de varias presentaciones realizaron una prueba en la casa grabadora Discos Victoria. Mario Méndez, el propietario de la empresa discográfica, le ofreció un contrato como solista. Esa noche, sus compañeros descontentos al sentirse traicionados, lo despidieron con una paliza. Tiempo después el cantante recordaba: «Fue la tunda que me lanzó al éxito». 
Pepe Jaramillo se quedó un tiempo en Cali y Plutarco Uquillas se fue a Venezuela. El primer sencillo que grabó en Colombia contenía los temas «Fatalidad» y «Tu duda y la mía». La canción El Provinciano sería la última canción de su vida.
Cuando ya había grabado alrededor de cuarenta canciones con Discos Victoria, se encontró con un gran amigo, Guillermo Domínguez, quien intervino para finalizar el contrato con la disquera y llevarlo a Medellín a la disquera Sonolux, iniciando grabaciones con dos boleros muy populares: «Lágrimas de amor» y «Temeridad», que repercutieron en México. Además grabó en esos días el bolero «Nuestro juramento» (del compositor puertorriqueño Benito de Jesús Negrón). Vinieron también otros éxitos como «Playita mía», «Tu duda y la mía», «Rondando tu esquina», «Fatalidad», «Cinco Centavitos», «Licor bendito» y muchos más, que serían interpretados también por Julio Jaramillo.      
En 1957, firmó contrato por dos años con Discos Orfeón, una de las más grandes disqueras de México, que se extendió a 13 años, radicándose en México durante ese tiempo, tiempo en el que recorrió casi todo México con sus presentaciones en plazas de toros, coliseos, estadios, teatros y clubes nocturnos. Sus discos se escuchaban por todas partes y Javier Solís se presentaba en sus inicios como figura secundaria. 
En México grabó veinte discos de larga duración y presentó su repertorio de música popular en Estados Unidos (Los Ángeles, San Francisco, Washington, Chicago, San Antonio, New York), Canadá, Venezuela, Guatemala, Honduras, El Salvador, Panamá, Puerto Rico, República Dominicana, entre otros. Así Olimpo Cárdenas abrió el camino para otros intérpretes ecuatorianos. En México inició una nueva vida conyugal con Omayra Cruz Marín, de Armenia (Colombia). 
En 1970 regresó definitivamente a radicarse en Colombia, que adoptó como segunda patria. Se estableció en Bogotá. Se asegura que conocía Colombia y México más que político en campaña. En alguna ocasión en Bogotá realizó presentaciones durante quince días consecutivos con lleno completo. Grabó 70 LP y 750 canciones. Según los especialistas, la vigencia de Olimpo Cárdenas reside en que sus canciones están íntimamente emparentadas con la tristeza y la nostalgia. Algunos redactores de crónica roja varias veces culparon a sus canciones de suicidios de gente con problemas. Lo mató Olimpo Cárdenas, fue el titular de un diario tras un suicidio. —Si por mi culpa se suicidan tantos, y esto lo castigara la ley, yo tendría más cárcel que si hubiera asesinado a siete obispos…, comentó humorísticamente en alguna ocasión. 
Olimpo Cárdenas llegó a la ciudad de Nueva York en 1978 para encontrarse con viejos amigos músicos y compositores del Ecuador. En aquel entonces, se presentó en Nueva York, Chicago y Canadá junto al maestro Juan Prado en el requinto, acompañado en la segunda guitarra por Ricardo Prado. Durante las presentaciones Olimpo, Juan y Ricardo grabaron dos discos de corta duración compuestas por Carlos Sotomayor en Manhattan. Entre las canciones Sotomayor compuso un bolero titulado «Háblame de ti». La reacción del público estuvo llena de emoción y sentimiento. La venta de los discos fue exitosa.
El 28 de julio de 1991, en el Parque Infantil Julia Scarpetta de Tuluá, departamento del Valle del Cauca, mientras realizaba su primera interpretación, cantando «Tu duda y la mía» del compositor ecuatoriano  Julio Cesar Villafuerte Luzardo, murió como consecuencia de un infarto. Tenía 68 años recién cumplidos.
Sus restos reposan en el cementerio Jardines Apogeo, al sur de Bogotá, en Bosa localidad número siete del Distrito Capital. En su tumba, un epitafio que dice: "Al Ídolo del Pueblo... El cariño y el amor que nos brindaste es el ejemplo que nos guía."
Con Julio Jaramillo Laurido formó un dúo muy popular cuya primera grabación fue el bolero «Azabache», cuyas presentaciones trascendieron el ámbito local. También hizo dúo con: Lucho Bowen («Mi última ilusión»), Oscar Agudelo («El Ermitaño»), y Luis Jorge Martínez («Háblame de ti»). 
Además de su primogénito Freddy, tuvo a Rosario, Agustín, Francia y Sonia; y 20 nietos. Las interpretaciones clásicas o consagratorias del «Rey del Estilo» son: Tu duda y la mía, vals del maestro Julio César Villafuerte; el bolero Temeridad, del compositor puertorriqueño Manuel Jiménez; «Nuestro Juramento», de Benito de Jesús (quien compuso este bolero a su esposa, fallecida años atrás), «Fatalidad»; «Playita mía», pasacalle del maestro compositor Carlos Rubira Infante; «La fe verdadera»; «Y cinco centavitos», «Lágrimas de amor», de Raúl Shaw Moreno. Interpretó un centenar de tangos («La abandoné y no sabía», «No me lo digas», «Ladrillo», «Tango amargo», «Cama vacía», etc.), por lo que también era conocido como «el Magaldi ecuatoriano».

## Fallecimiento
Olimpo Cárdenas, a pesar de su edad (68 años), se mantuvo activo en el canto popular hasta que el 28 de julio de 1991 en la ciudad de Tuluá en Colombia, después de fumar un cigarrillo y enfundado en un traje blanco acompañado de un trío del reconocido cantautor colombiano Jesús Sánchez Lema, entonaba la canción «El provinciano» en el parque infantil Julia Escarpeta, repentinamente sufrió un infarto agudo miocardio desplomándose en pleno escenario. Luego fue llevado a Armenia, Quindío, donde se le dio un corto recorrido por la ciudad a la que alguna vez le cantó. El 29 de julio llega a Bogotá donde se le dio su velación en su propia casa que lo vio todos los días crecer como artista. Fue sepultado en el Cementerio El Apogeo, al sur de Bogotá. Con el número de tumba 721, pero actualmente se encuentran sus restos en el Cementerio Central de Bogotá. En palabras de la cantante Celia Cruz, quien diría en una entrevista, Olimpo Cárdenas murió en su ley: cantando; así es como deberíamos  morir todos los cantantes

## Discografía
- De hinojos
- Pensamiento
- Pequeñita
- Sendas distintas
- Amémonos como antes
- Pobrecito mi cariño
- Noches tenebrosas
- Ya te perdoné
- No me dejes
- Mi última ilusión
- Vencido
- Vida de mi vida
- Adoración
- La cumparsita
- Así así
- Amada mía
- Plegaria
- Romance de mi destino
- Soñar un cariño
- La cieguita
- Cuesta abajo
- Madreselva
- El Provinciano
- Ladrillo
- Fume compadre
- Caminito
- Sombras
- Tomo y obligo
- A media luz
- La última copa
- Tango amargo
- Noche de reyes
- Mocosita
- Mano a mano
- Cama vacía
- Que tiene de malo
- Juanita
- Fiel amigo
- Mejor que te mueras
- Diez años
- Que me acusen
- Me cuenta un amigo
- Estaba escrito
- Que pena
- Yo soy el culpable
- Como quisiera decirte
- Lágrimas de amor
- Romance del Caribe
- Fatalidad
- Calabozo de mis penas
- Temeridad
- Playita Mía

## Homenajes y distinciones
- En Ambato se le rinde tributo con el nombre de una calle de la ciudad.
- En la parroquia Antonio Sotomayor (Playas de Vinces), su parque central lleva su nombre.
- En su natal Vinces, existe una escuela fiscal denominada Olimpo Cárdenas.